# Dúvad

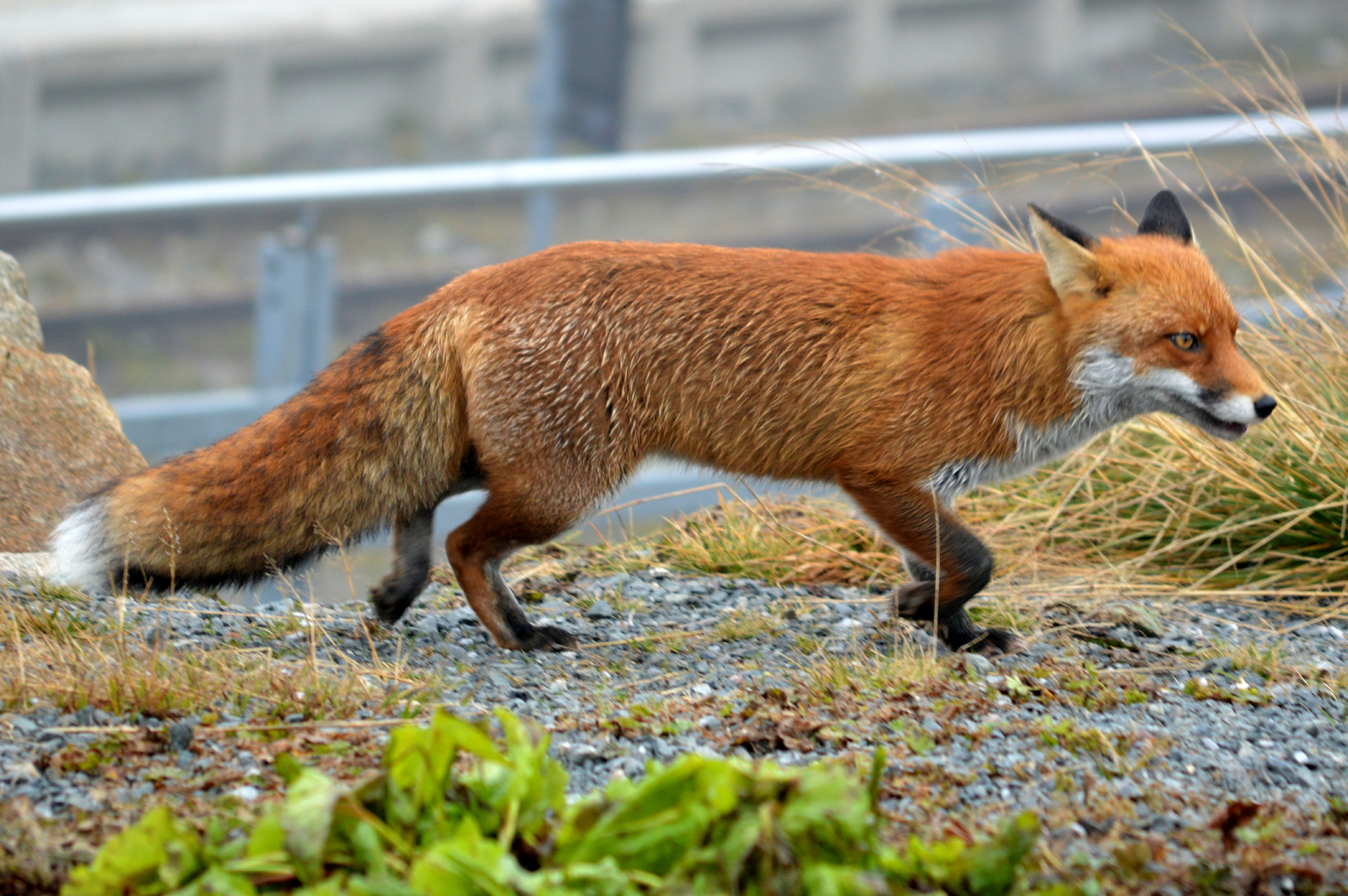
A Magyarországon nem védett vörös róka (Vulpes vulpes), az egyik legnagyobb apróvadpusztító

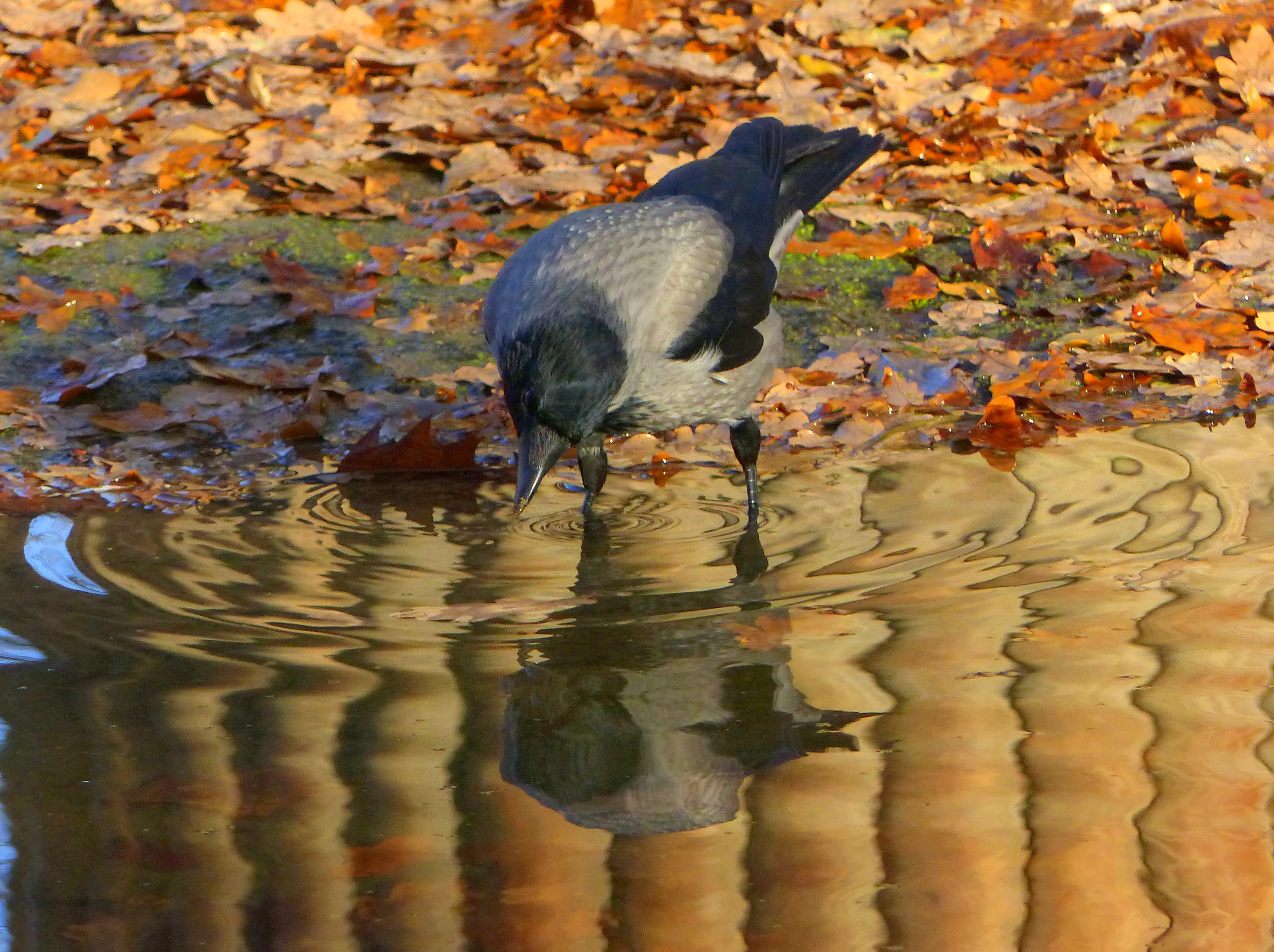
Dolmányos „tojásrabló”

Dúvadnak nevezik vadgazdálkodási szempontból azokat a vadfajokat, amelyek a vadgazdálkodás célját szolgáló vadat (hasznos vad) károsítják és pusztítják, ezért a hasznos apróvadas területeken és élőhelyeken konkurenciának számítanak és gyérítésük szükségessé válik. Ilyen vadállatok Magyarországon többek között a róka, az aranysakál és a ragadozó életmódot is folytató varjúfélék (szarka, szajkó, dolmányos varjú), amelyek igazi fészekpredátorok, fészekrablók és tojásfalók. Régebben Magyarországon a rókát tartották a legnagyobb apróvadpusztító dúvadnak, történetileg azonban dúvadnak minősítették a szárnyas és szőrmés ragadozókat, valamint a gazdátlanul kóborló kutyákat és macskákat is. Szakértők szerint Magyarországon beállt egy egyensúly, és a kóbor macskák nem veszélyeztetik védett állatok populációinak fennmaradását, de a hasznos apróvadfajokra továbbra is veszélyt jelenthetnek. A 64/2003. (XII. 18.) számú AB-határozatával az Alkotmánybíróság megsemmisítette a vadászati törvény 36.§-át, amely a vadászatra jogosult személynek lehetővé tette, hogy a vadászterületen megjelenő kutyát vagy macskát elejtse. Az AB határozatának indoklása szerint, a pórázon nem tartott kutya és a kóborló macska vadászterületen való elejtését lehetővé tevő szabály alkotmányellenes, mivel sérti az állat tulajdonosának az Alkotmányban biztosított tulajdonhoz való jogát. A vadászterületen vadat űző, vagy vadat elejtő kutyát, vagy fertőzés továbbterjedése, vagy másképp el nem hárítható támadás megakadályozása céljából a kutyát vagy macskát ugyanakkor a vadász elfoghatja, vagy elejtheti, amennyiben a háziállat tulajdonosának felderítésére nincs lehetőség.
Az utóbbi évtizedekben a dúvad elnevezés használatát számosan vitatták, a ragadozók megítélésének változásai, illetve védelmük általánossá válása miatt. Természetvédelmi problémákat vet fel, amikor a túlszaporodott védett ragadozók az ugyancsak védett madarakat és a védett emlősöket pusztítják táplálék hiányában.
Apróvadas vadászterületeken a borz, a házi görény, a dolmányos varjú, a szarka és a szajkó az apróvad szaporodási időszakában a vadászati hatóság külön engedélyével gyéríthető.
A köznyelvben a dúvad szót gyakran használják a nehezen kezelhető, durván vagy faragatlanul viselkedő, környezetükkel szemben agresszív férfiakra is.